# Баш-Киргиз (река)
Баш-Кирги́з (укр. Баш-Киргиз, крымскотат. Baş Qırğız, Баш Къыргъыз) — маловодная балка в юго-западной части Керченского полуострова, длиной 8,6 км, с площадью водосборного бассейна 56,8 км². Относится в группе рек Керченского полуострова. Начало балки находится в 3 километрах северо-западнее села Яркое
, течёт на юго-восток, сливаясь в пруду, на высоте 23 метра над уровнем моря с балкой Джав-Тобе, образует балку (реку) Джапар-Берды. Название дано по старому названию расположенного в балке села Яркое — Баш-Киргиз.
У Баш-Киргиза 20 собственных притоков-балок, два из них имеют собственные названия:
- Лапа — левый приток, впадает в 2 километрах восточнее села Яркое;
- Узкая[8] — левый приток, впадает в 3 километрах восточнее села Яркое[4].